# AVP Tour 2013
Die AVP Tour 2013 ist die nationale Turnierserie der Vereinigten Staaten im Beachvolleyball. Sie wurde in sieben Städten ausgetragen.

## Übersicht der Turniere
| Datum                     | Stadt            | Sieger Männer                        | Sieger Frauen                 |
| ------------------------- | ---------------- | ------------------------------------ | ----------------------------- |
| 15–18. August             | Salt Lake City   | Phil Dalhausser / Sean Rosenthal     | Jennifer Kessy / April Ross   |
| 23.–25. August            | Manhattan Beach  | Matthew Fuerbringer / Casey Jennings | Whitney Pavlik / Kerri Walsh  |
| 30. August – 2. September | Cincinnati       | Jacob Gibb / Casey Patterson         | Emily Day / Summer Ross       |
| 6.–8. September           | Atlantic City    | Jacob Gibb / Casey Patterson         | Jennifer Kessy / April Ross   |
| 13.–15. September         | Saint Petersburg | Jacob Gibb / Casey Patterson         | keine Siegerinnen             |
| 26.–29. September         | Santa Barbara    | Jacob Gibb / Casey Patterson         | April Ross / Kerri Walsh      |
| 17.–20. Oktober           | Huntington Beach | Theodore Brunner / Nicholas Lucena   | Jennifer Fopma / Brooke Sweat |

Das Endspiel der Frauen in Saint Petersburg konnte wegen eines starken Unwetters nicht ausgetragen werden und die Finalistinnen teilten sich die Preisgelder und Punkte für die ersten beiden Plätze.

## Turniere
Nachfolgend werden jeweils die Top 8 der einzelnen Turniere aufgeführt. Die kompletten Ergebnisse gibt es in der Beach Volleyball Database (siehe Weblinks).

### Salt Lake City
| Platz | Männer                             | Frauen                                   |
| ----- | ---------------------------------- | ---------------------------------------- |
| 1     | Phil Dalhausser / Sean Rosenthal   | Jennifer Kessy / April Ross              |
| 2     | Ryan Doherty / Todd Rogers         | Lauren Fendrick / Brittany Hochevar      |
| 3     | Jacob Gibb / Casey Patterson       | Jennifer Fopma / Brooke Sweat            |
| 3     | Theodore Brunner / Nicholas Lucena | Christal Engle / Tealle Hunkus           |
| 5     | Tri Bourne / John Hyden            | Whitney Pavlik / Kerri Walsh             |
| 5     | Andrei Below / Adam Roberts        | Lane Carico / Heather McGuire            |
| 7     | Avery Drost / Will Montgomery      | Kristen Batt-Rohr / Raquel Ferreira      |
| 7     | Casey Jennings / Stafford Slick    | Angela Akers / Priscilla Piantadosi-Lima |

### Manhattan Beach
| Platz | Männer                               | Frauen                              |
| ----- | ------------------------------------ | ----------------------------------- |
| 1     | Matthew Fuerbringer / Casey Jennings | Whitney Pavlik / Kerri Walsh        |
| 2     | Phil Dalhausser / Sean Rosenthal     | Jennifer Fopma / Brooke Sweat       |
| 3     | Jacob Gibb / Casey Patterson         | Jennifer Kessy / April Ross         |
| 3     | Ryan Doherty / Todd Rogers           | Lauren Fendrick / Brittany Hochevar |
| 5     | Tri Bourne / John Hyden              | Christal Engle / Tealle Hunkus      |
| 5     | Theodore Brunner / Nicholas Lucena   | Lane Carico / Heather McGuire       |
| 7     | Billy Allen / Braidy Halverson       | Kristen Batt-Rohr / Raquel Ferreira |
| 7     | Matt Prosser / Aaron Wachtfogel      | Briana Hinga / Kathrin Winkler      |

### Cincinnati
| Platz | Männer                             | Frauen                                   |
| ----- | ---------------------------------- | ---------------------------------------- |
| 1     | Jacob Gibb / Casey Patterson       | Emily Day / Summer Ross                  |
| 2     | Theodore Brunner / Nicholas Lucena | Whitney Pavlik / Kerri Walsh             |
| 3     | Phil Dalhausser / Sean Rosenthal   | Jennifer Kessy / April Ross              |
| 3     | Tri Bourne / John Hyden            | Angela Akers / Priscilla Piantadosi-Lima |
| 5     | Casey Jennings / Matt Prosser      | Lauren Fendrick / Brittany Hochevar      |
| 5     | Steve Grotowski / Kevin McColloch  | Christal Engle / Tealle Hunkus           |
| 7     | Adrian Carambula / Stafford Slick  | Jennifer Fopma / Brooke Sweat            |
| 7     | Matt Olson / Ed Ratledge           | Kathryn Piening / Sheila Shaw            |

### Atlantic City
| Platz | Männer                             | Frauen                                   |
| ----- | ---------------------------------- | ---------------------------------------- |
| 1     | Jacob Gibb / Casey Patterson       | Jennifer Kessy / April Ross              |
| 2     | Phil Dalhausser / Sean Rosenthal   | Emily Day / Summer Ross                  |
| 3     | Theodore Brunner / Nicholas Lucena | Whitney Pavlik / Kerri Walsh             |
| 3     | Ryan Doherty / Todd Rogers         | Lauren Fendrick / Brittany Hochevar      |
| 5     | Bradley Keenan / John Mayer        | Jennifer Fopma / Brooke Sweat            |
| 5     | Adrian Carambula / Stafford Slick  | Christal Engle / Tealle Hunkus           |
| 7     | Tri Bourne / John Hyden            | Angela Akers / Priscilla Piantadosi-Lima |
| 7     | Steve Grotowski / Casey Jennings   | Kristen Batt-Rohr / Raquel Ferreira      |

### Saint Petersburg
| Platz | Männer                            | Frauen                                                  |
| ----- | --------------------------------- | ------------------------------------------------------- |
| 1     | Jacob Gibb / Casey Patterson      | Jennifer Kessy / April Ross und Emily Day / Summer Ross |
| 2     | Ryan Doherty / Nicholas Lucena    | Jennifer Kessy / April Ross und Emily Day / Summer Ross |
| 3     | Tri Bourne / John Hyden           | Whitney Pavlik / Kerri Walsh                            |
| 3     | Jeremy Casebeer / Casey Jennings  | Lauren Fendrick / Brittany Hochevar                     |
| 5     | Bradley Keenan / John Mayer       | Kristen Batt-Rohr / Raquel Ferreira                     |
| 5     | Avery Drost / Derek Olson         | Kimberly DiCello / Kathryn Piening                      |
| 7     | Adrian Carambula / Stafford Slick | Morgan Miller / Brooke Niles                            |
| 7     | Billy Allen / Trevor Crabb        | Olaya Pazo / Kendra VanZwieten                          |

### Santa Barbara
| Platz | Männer                            | Frauen                              |
| ----- | --------------------------------- | ----------------------------------- |
| 1     | Jacob Gibb / Casey Patterson      | April Ross / Kerri Walsh            |
| 2     | Tri Bourne / John Hyden           | Jennifer Fopma / Brooke Sweat       |
| 3     | Adrian Carambula / Stafford Slick | Lauren Fendrick / Brittany Hochevar |
| 3     | Billy Allen / Braidy Halverson    | Emily Day / Summer Ross             |
| 5     | Phil Dalhausser / Sean Rosenthal  | Christal Engle / Tealle Hunkus      |
| 5     | Russ Marchewka / Derek Olson      | Dianne DeNecochea / Raquel Ferreira |
| 7     | Bradley Keenan / John Mayer       | Lane Carico / Heather McGuire       |
| 7     | Kevin McColloch / Mark Williams   | Morgan Miller / Rachel Scott        |

### Huntington Beach
| Platz | Männer                             | Frauen                              |
| ----- | ---------------------------------- | ----------------------------------- |
| 1     | Theodore Brunner / Nicholas Lucena | Jennifer Fopma / Brooke Sweat       |
| 2     | Tri Bourne / John Hyden            | Lauren Fendrick / Brittany Hochevar |
| 3     | Jacob Gibb / Casey Patterson       | April Ross / Kerri Walsh            |
| 3     | Bradley Keenan / John Mayer        | Emily Day / Summer Ross             |
| 5     | Adrian Carambula / Stafford Slick  | Lane Carico / Heather McGuire       |
| 5     | Ryan Doherty / Todd Rogers         | Annett Davis / Morgan Miller        |
| 7     | Billy Allen / Braidy Halverson     | Christal Engle / Tealle Hunkus      |
| 7     | Pedro Brazao / Steve Grotowski     | Dianne DeNecochea / Raquel Ferreira |